# Piers Plowman

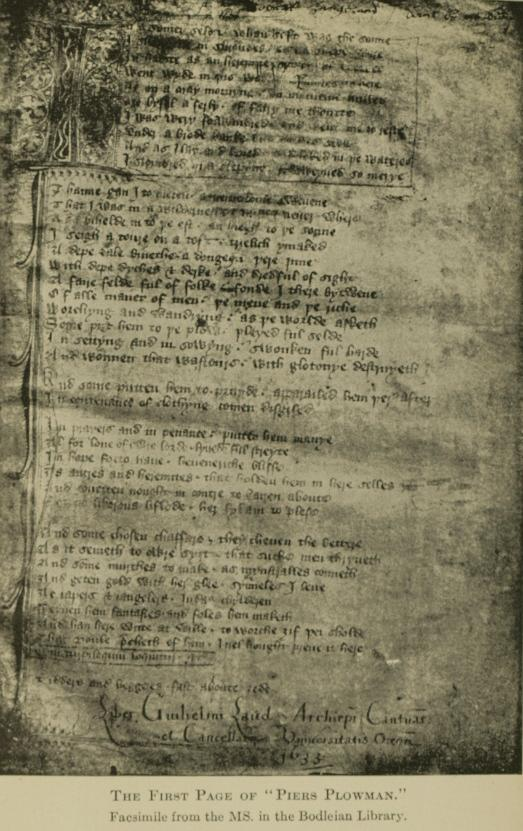
Piers Plowman, Faksimile, Bodleian Library

Piers Plowman (verf. ca. 1360 bis 1399), auch bekannt als Visio Willelmi de Petro Ploughman („Williams Vision von Piers dem Pflüger“), ist der Titel einer mittelenglischen allegorischen Erzählung des Autors William Langland. 
Das Werk wurde in nicht-reimenden alliterativen Versen verfasst, welche in verschiedene passus, also Abschnitte, unterteilt sind. Piers Plowman wird neben Chaucers Canterbury Tales zu den ersten großen Werken der englischen Literatur gezählt.

## Inhalt
Das Gedicht – teils theologische Allegorie, teils Sozialsatire – handelt von der Suche des Erzählers nach dem „wahren christlichen Leben“, die Sichtweise entspricht dabei der vorherrschenden mittelalterlichen katholischen Weltanschauung. Die Suche des Erzählers bedingt im Verlauf des Werkes eine Reihe von Träumen und Visionen und führt zur Betrachtung dreier allegorischer Charaktere: Dowel (Do-Well, also „Tu-gut“), Dobet (Do-Better), und Dobest (Do-Best).
Das Gedicht beginnt in den Malvern Hills, einer Landschaft im englischen Worcestershire. Der Erzähler, ein Mann namens Will, schläft unter einem Baum liegend ein und hat im Schlaf eine Vision. In seiner Vision erblickt er einen Turm auf einem Hügel und eine (Kerker-)Festung in einem tiefen Tal. Zwischen diesen beiden Symbolen für Himmel und Hölle erblickt er ein Feld voll mit den Menschen aller Art, diese repräsentieren die Menschheit an sich. Dem Erzähler nähert sich nun Piers, der „Titelheld“ des Stückes, welcher sich als Führer auf der Suche des Erzählers nach Wahrheit anbietet. Der letzte Teil des Werkes handelt von der Suche des Erzählers nach den schon erwähnten Dowel, Dobet und Dobest.

## Titel und Autorschaft
Im Allgemeinen wird davon ausgegangen, dass Piers Plowman von William Langland verfasst wurde, einem Autor, von dem nur sehr wenig bekannt ist. Die Zuordnung des Gedichtes erfolgt hauptsächlich auf Grund eines vorliegenden Manuskriptes aus dem frühen 15. Jahrhundert, welches im Trinity College, Dublin als „MS 212“ vorliegt. In diesem Manuskript des so genannten C-Textes wird das Stück einem Willielmus de Langlond zugeschrieben:
Memorandum quod Stacy de Rokayle pater wilhelmi de Langlond ... predictus willielmus fecit librum qui vocatur Perys ploughman.
(„Man sollte daran erinnern, dass Stacy de Rokayle der Vater des William de Langlond war ... der genannte William erschuf das Buch, das Piers Plowman genannt wird.“)
Andere Manuskripte nennen als Autor “Robert" oder "William langland” bzw. “Wilhelmus W.” (als Abkürzung für “William of Wychwood”).
Die Zuordnung Langlands basiert somit auf textinternen Fundstellen, wie beispielsweise ein scheinbar autobiografischer Abschnitt in Passus 5 des C-Textes. Der Vorname des Erzählers lautet dabei in allen Abschriften Will, und auch Langland (oder Longland) als Nachname kann aus Andeutungen herausgelesen werden: “I have lyved in londe... my name is longe wille” (B.XV.152). Diese Art der Codierung durch Wortspiele war in der spätmittelalterlichen Literatur weit verbreitet. Dennoch ist die Urheberschaft Langlands auch heute noch nicht abschließend geklärt.
Als im 16. Jahrhundert die ersten gedruckten Auflagen des Piers Plowman erschienen, wurde das Werk zunächst bekannten Autoren wie John Wyclif oder Geoffrey Chaucer zugeschrieben. Alternativ sah man es als Werk eines anonymen Schreibers in der Tradition des Bauernaufstandes von 1381 um John Ball. Man nahm an, die Figur des Piers sei ein Alter Ego des Autors selbst. Die ersten gedruckten Ausgaben zeigen den Namen “Robert Langland” in der Einleitung. Langland wird hier beschrieben als wahrscheinlicher Protegé Wyclifs. Durch die Drucklegung wird erst im 16. Jahrhundert der Name The Vision of Piers [oder Pierce] Plowman festgelegt, welcher eigentlich nur der gebräuchliche Name eines einzelnen Abschnittes des Gedichtes war. 
In Teilen der Mediävistik gibt es außerdem Tendenzen, eine multiple Autorschaft für Piers zu favorisieren. So wird angenommen, das Gedicht sei das Werk von zwei bis fünf Autoren (je nachdem, wie Autorschaft definiert wird). Als Kompromiss zwischen „Einzel-“ und „multipler Autorschaft“ betont die Textkritik vor allem die Rolle der Schreiber als eine Art „Semi-Autoren“.

## Der Text
Piers Plowman gehört wohl zu den größten Herausforderungen der mittelenglischen Textkritik. Mindestens 50 Manuskripte und Fragmente sind bekannt. Keiner dieser Texte stammt (wahrscheinlich) vom Autor selbst, kein Text ist eine Abschrift eines anderen und alle weisen Unterschiede auf. Die moderne Forschung greift dabei weiterhin auf eine erste Klassifizierung Walter Skeats zurück, der den Text 1867 herausgegeben hat. Dieser hat argumentiert, dass es lediglich drei maßgebliche bzw. zuverlässige Manuskripte gäbe, den A- und B-Text sowie den bereits erwähnten C-Text, wobei die Definition von „maßgeblich“ in diesem Zusammenhang sicherlich problematisch sein dürfte. Nach Skeats Theorie repräsentieren diese Texte drei verschiedene Stadien in der Entwicklung des Werkes durch den Autor. Obwohl eine genaue Datierung der drei Texte weiterhin offensteht, wird allgemein vermutet, dass es sich bei ihnen um das über 20–25 Jahre fortlaufende Werk eines einzelnen Autors handelt. Nach dieser Theorie wurde der A-Text ca. 1367 bis 1370 verfasst und ist damit der älteste. Er gilt als unvollendet und hat ungefähr 2500 Zeilen. Der B-Text wurde ca. 1377 bis 1379 verfasst, er beinhaltet A, enthält aber noch weiteres „Material“ und ist mit 7300 Zeilen fast dreimal so lang wie A. Der C-Text stammt aus den 1380ern als Überarbeitung von B, bis auf den letzten Abschnitt. In der Forschung herrscht Uneinigkeit, ob der C-Text als vollendet angesehen kann oder nicht. Im Vergleich mit B finden sich sowohl Erweiterungen als auch Auslassungen, sodass die Länge von B und C einigermaßen gleich ist.
Einige Experten sehen C als konservative Revision von B an mit dem Ziel, das Werk aus dem Umfeld der Lollarden, des Radikalismus eines John Ball und des Bauernaufstandes zu lösen, denn Ball hatte sich Piers und andere Charaktere des Gedichtes für seine eigenen Predigten und Reden angeeignet. Die Beweislage für diese Theorie ist allerdings dünn, und vieles spricht dagegen.

## Edition und Rezeption
14.–15. Jahrhundert
John Ball, ein Priester, der in den Bauernaufstand von 1381 verwickelt war, benutzte die Figur des Piers in seinen Predigten und Schriften. Bereits vorhandene Vermutungen, das Werk stünde im Zusammenhang mit den Forderungen der Lollarden, wurden dadurch gestärkt. Die eigentlichen Absichten und Ziele des Autors und seine Haltung zur Revolte blieben aus diesem Grunde undurchsichtig und sind es auch heute noch. Zweifellos wegen Balls Schreiben bezieht sich die zeitgenössische Dieulacres Abbey Chronicle im Zusammenhang mit der Revolte auf Piers, hier erscheint er als reale Person, ja sogar als einer ihrer Anführer neben Ball. Piers wurde auch als ein „apokalyptisches Werk verstanden, dessen Held, Peter der Pflüger, die Inkarnation Christi als Richter der Reichen ist“.
Zu dieser Zeit wird Piers selbst oft als Autor des Werkes genannt, obwohl sich dies aus dem Text heraus vollkommen ausschließen lässt. Vielleicht sah man Piers auch als Maske an, hinter der sich der wahre Autor versteckte. Die Identifikation des Autors mit dem Idealcharakter des Werkes wäre so für die Leser wichtiger gewesen als die eigentliche Offenlegung des Autors als Will im Text. Ironischerweise geriet so die wahre Identität Wills im Laufe der Zeit in Vergessenheit.
In einigen – allerdings voreingenommenen – zeitgenössischen Chroniken des Bauernaufstandes werden John Ball und die Lollarden als Drahtzieher der Revolte genannt. In diesem Zusammenhang gerät auch Piers ins Zwielicht der Häresie und Rebellion. Es gibt jedoch keinerlei Anzeichen dafür, dass der Autor oder die frühen Herausgeber des Werkes in irgendeiner Form antimonarchistisch gewesen sein könnten. Wenn man den C-Text als Revision des Autors einer früheren Version ansieht, um nicht mit der Revolte in Verbindung gebracht werden zu können, so sieht man auch den wahrscheinlich wahren Kern des Werkes: Nicht die Revolte, sondern die Reform der Kirche, nicht Innovation, sondern Restauration verloren geglaubter Werte ist das Ziel.
16.–18. Jahrhundert 
Es fällt auf, dass keine gedruckte Edition des Piers Plowman aus der Druckerei des William Caxton existiert, welcher ansonsten eine enorm große Anzahl an Werken publizierte. Vielleicht waren die Vorbehalte zu groß, in das Umfeld eines John Wyclif gerückt zu werden, eventuell bestand gegen den Piers auch ein Veröffentlichungsverbot, was allerdings nicht sicher belegt werden kann. Vielleicht waren es auch nur editorische Vorbehalte (Sprache, Metrum), die eine Drucklegung verhinderten. Handschriftliche Kopien sind so noch bis in die 1530er Jahre unter dem katholischen Ritter Adrian Fortescue geläufig. Die erste gedruckte Ausgabe wurde 1550 von Robert Crowley herausgegeben. Ein Reprint erfolgte 1561, wobei allerdings die erste Seite (mit dem Namen des Autors) weggelassen wurde. Dies trug weiter dazu bei, dass der Name Langlands nur wenig bis gar nicht bekannt war und stattdessen Piers/der Erzähler selbst als Verfasser angenommen wurde. Es sollte die letzte Veröffentlichung bis zum Anfang des 19. Jahrhunderts bleiben.
19.–20. Jahrhundert
Aufgrund seiner altertümlichen Sprache und Weltsicht geriet Piers Plowman bis zum Beginn des 19. Jahrhunderts fast vollständig in Vergessenheit. Erst Thomas Whitaker unternahm 1813 eine Wiederveröffentlichung auf Grundlage des C-Textes.
Whitakers Ausgabe gilt heute als Anfang einer Tradition „authentischer“ Editionen, bei denen die textuale Authentizität im Mittelpunkt steht.
Heute gehört Piers Plowman zum festen Kanon der englischen Literatur und ist nach wie vor ein Bestandteil von Forschung und Lehre.